# Washington State Route 7

Mapa silnice.

Washington State Route 7 je 94 kilometrů dlouhá státní silnice v okresech Lewis a Pierce v americkém státě Washington, která spojuje U.S. Route 12 a Interstate 5 mezi Mortonem a Tacomou. Nedaleko svého konce v Tacomě je silnice dálnicí a běží souběžně se železnicí, kterou vlastní společnost Tacoma Rail. Bylo navrženo, aby se dálnice rozšířila více na jih. Historie silnice se datuje až do roku 1900.

## Popis cesty
Silnice začíná v Mortonu na křižovatce s hlavní vodorovnou dálnicí U.S. Route 12 a pokračuje severním směrem jako 2nd Street souběžně s železnicí společnosti Tacoma Rail, která také spojuje Morton s Tacomou. Před výjezdem z města se nachází křižovatka s Washington State Route 508. Po výjezdu z města mění své jméno na Mountain Highway a projíždí zalesněným kaňonem nedaleko hory Mount Rainier a souběžně s řekou Tilton. Krátce poté se přemosťuje přes řeku Nisqually a přechází z okresu Lewis do okresu Pierce. Ve městě Elbe se křižuje s Washington State Route 706, která ji spojuje s národním parkem Mount Rainier. Silnice pak následuje řeku Nisqually, pak břeh Alderova jezera, které řeka utváří, a chvíli také železnici Tacoma Rail, než doráží ke křižovatce s Washington State Route 161, která vede do Eatonvillu. Krátce poté silnice křižuje s Washington State Route 702, která míří západně do McKenny.
Silnice dále pokračuje přes Elk Plain a různé předměstské oblasti do Spanaway poblíž Fort Lewis, kde křižuje s Washington State Route 507, která směřuje do Chehalisu. Po křižovatce se silnice jmenuje Pacific Avenue a pokračuje do Parklandu, kde se nachází částečná čtyřlístková křižovatka s Washington State Route 512. Pak už silnice vstupuje do Tacomy, kde zanedlouho zatáčí na východ a přebírá jméno 38th Street, ale jen krátce, než se na další částečné čtyřlístkové křižovatce dostává na dálnici, která byla v roce 2007 nejvytíženšjím segmentem silnice. S železnicí Tacoma Rail, která slouží jako median, se dostává až ke křižovatce s Interstate 5, kde, nedaleko Tacoma Domu končí.